# Arduíno Bolívar
Arduíno Bolivar  (Viçosa, 21 de setembro de 1873 – Belo Horizonte, 16 de agosto de 1952) foi professor, tradutor, promotor de justiça, juiz de direito e bibliófilo mineiro.

## Biografia
Arduíno Fontes Malaquias Bolivar, filho de Cândido Antônio Malaquias Bolivar e Maria Teresa Gonçalves Fontes, cresceu em Viçosa quando, após a morte de seu pai em 1885, foi levado por um tio materno para concluir o ensino primário em Ubá. Em 1887 iniciou os estudos no tradicional Colégio do Caraça, onde ficou até o ano de 1893, sendo marcado como um excelente aluno. No colégio o latim era uma das principais disciplinas, língua qual ele chegaria a lecionar e traduzir diversos textos.
Em 1894 Bolivar foi para Ouro Preto, onde cursou o primeiro ano da Escola de Farmácia. No final de 1895 se mudou para São Paulo onde trabalhou no jornal O Commercio de São Paulo. Em 1897 começou seus estudos de Direito, formando-se em 1902.
Em 1903 Bolivar foi nomeado pelo presidente do Estado Francisco Salles promotor de justiça de Carangola, onde permaneceu até 1906. Lá também foi redator da folha local O Progressista. Em 1906 foi nomeado Juiz Municipal da Comarca de Ubá e colaborou com os jornais O Movimento e O Profeta. Permaneceu na cidade até 1914.

Foi para Belo Horizonte trabalhar na burocracia do estado. Esteve Oficial de Gabinete do Secretário da Agricultura Raul Soares e logo após, de Clodomiro Oliveira. Em 1918 se tornou oficial de gabinete da Presidência do Estado do seu amigo de infância, Arthur Bernardes. Em 1922 se manteve no cardo após a eleição de Raul Soares, já que tinha recusado ir para o Rio de Janeiro com a eleição de Arthur Bernardes. Conta-se a história:
Numa das idas de Bolivar ao Rio de Janeiro, a chamado do presidente, [Jorge] Azevedo (1966) conta ainda que ele viajou o dia todo de ônibus e chegou ao Rio cansado da viagem. Modesto, entrou no primeiro hotel simples que achou, decidido a ir para o Palácio do Catete apenas no dia seguinte. O gerente disse que não havia vaga, mas diante da insistência do hóspede declarou que se quisesse ele poderia dormir numa cama debaixo da escada. Bolivar aceitou a oferta, ao confirmar que o local estava bem protegido da chuva. Pediu um favor ao gerente, queria fazer um telefonema antes de se deitar. Com má vontade, o gerente pegou o telefone e perguntou qual o número a ser discado. Bolivar disse que seria para o Catete, que ele queria falar com Arthur. O gerente fazendo troça discou e falou em nome de Arduíno Bolivar, ele teve o maior espanto quando o presidente respondeu ao telefone. Quando Bolivar lhe disse que estava no Rio, Bernardes não aceitou desculpas e disse que o buscaria no mesmo instante. Bolivar, vendo o assombro do gerente se dirigiu a ele:
“ – O senhor vai me desculpar, mas não posso ficar. Muito obrigado pela sua magnífica hospedagem... Mas é que o Artur faz questão de vir ele mesmo agora me buscar... Esses mineiros!” Bolivar nunca morou no Rio de Janeiro, ele ia e voltava quando Bernardes o chamava.
Em 1936 foi nomeado diretor do Arquivo Público Mineiro pelo então governador de Minas Gerais Benedito Valadares, permanecendo no cargo até 1938, ano de sua aposentadoria.
Foi membro da Comissão Nacional do Livro Didático (CNLD), subcomissão de Língua Portuguesa e Línguas Antigas em 1944, nomeado pelo presidente Getúlio Vargas.

## Carreira acadêmica
Mesmo trabalhando na burocracia, Arduíno nunca deixou de lecionar. Deu aulas em colégios de São Paulo e aulas particulares. Em Ubá foi professor e diretor do Gymnasio São José.
Em Belo Horizonte deu aulas de 1918 a 1933 no Colégio Arnaldo, sendo que Carlos Drummond de Andrade um de seus alunos de latim e depois amigo para o resto da vida. Outros alunos ilustres foram Milton Campos, Gustavo Capanema, Afonso Arinos, José Maria Alkimin, Diogo de Vasconcellos, Francisco Mendes Pimentel e José Dias Correia.
Foi também professor da Escola Normal Modelo (depois Instituto de Educação) em 1922 e seu diretor em 1926.
De 1938 a 1940 Bolivar lecionou português e latim no Colégio Afonso Arinos.
Foi um dos fundadores da Faculdade de Filosofia, Ciências e Letras Santa Maria (posteriormente Pontifícia Universidade Católica de Minas Gerais), onde era catedrático de Literatura Latina; da Faculdade de Filosofia e Faculdade de Ciências Econômicas e Administrativas (um de seus fundadores) e Faculdade de Direito da UFMG.
As casas de Bolivar foram palco de calorosas discussões políticas e locais de encontro de inúmeros artistas e escritores. Entre os frequentadores desses ambientes, destacava-se a presença dos escritores que formavam o grupo conhecido como os cavaleiros do apocalipse: Carlos Drummond de Andrade, Fernando Sabino, Paulo Mendes Campos, Otto Lara Rezende e Hélio Pellegrino.
Latinista, humanista, mestre do idioma vernáculo, Arduíno Bolivar traduziu as Odes de Horácio e grande parte das Geórgicas de Virgílio. Foi convidado para ser um dos fundadores da Academia Mineira de Letras, cadeira número 06, escolhendo como seu patrono Bernardo Pereira de Vasconcelos. Foi membro também do Instituto Histórico e Geográfico de Minas Gerais.
O acervo bibliográfico de Arduíno Bolívar, composto por 1616 livros, foi doado para a Faculdade de Filosofia e Ciências Humanas da UFMG em 1962, sob a guarda atual da Biblioteca Universitária.